# Rendisol
Le rendisol est un sol qui ne contient plus de carbonate en surface, correspondant aux anciennes rendzines brunifiées calciques. Les horizons du solum sont saturés en calcium et/ou magnésium échangeables. Il se développe sur roche-mère riche en calcite et/ou en dolomite, ou surplombé sur un versant (pente forte), d’un matériau riche en calcite et/ou en dolomite. Ce sol est présent sur 2,2% du territoire métropolitain français.

## Profil
La séquence d’horizons de référence d'un rendisol est :
OL - Aci ou LAci/Cca ou M ou R ou D.
- Horizons organiques : OL (litère),
- L'horizon A, situé sous les horizons organiques,
  - Aci (saturé en Ca2+, teneur en carbone organique < 8% sinon organosol) ;
- La roche mère,
  - R (Roches dures, continues, massives ou peu fragmentées) ;
  - M (Roches meubles ou tendres, non ou peu fragmentées) ;
  - D (Matériaux durs fragmentés, puis déplacés).

La litière (horizon OL) est souvent de type mull (bonne dégradation de la matière organique) sous forêt. Sur des calcaires, qu'ils soient durs (horizon R), meubles (horizon M), non altérés ou fragmenté (horizon D), on observe un horizon A calcique (Aci) sans éléments grossiers calcaires, d'une épaisseur comprise entre 10 et 35 cm.